# Пыткей
Пытке́й — князь вогулов (манси) во времена Югорских походов московских воевод за Урал (конец XV века).
Зять князя Асыки, имел резиденцию в городке Картауж, на реке Конда, занятую без боя войсками князя Фёдора Курбского в 1483 году во время большого похода на вогульского «большого князя» Асыку. В 1485 году участвовал в посольстве, выкупившим из русского плена югорского князя Молдана. В 1485 году вместе с другими югорскими князьями заключал мирный договор с вымскими князьями Петром и Фёдором.
В 1499 году организовал сопротивление русской рати во главе с воеводой князем Семёном Курбским.